# Yuri Sergeyevich Bavin
Bản mẫu:Eastern Slavic name
Yuri Sergeyevich Bavin (tiếng Nga: Юрий Сергеевич Бавин; sinh ngày 5 tháng 2 năm 1994) là một cầu thủ bóng đá người Nga thi đấu ở vị trí tiền vệ phòng ngự cho FC Ural Yekaterinburg.

## Sự nghiệp câu lạc bộ
Anh có màn ra mắt cho đội một của P.F.K. CSKA Moskva trong trận đấu tại Cúp quốc gia Nga trước FC Khimik Dzerzhinsk vào ngày 30 tháng 10 năm 2013.
Anh có màn ra mắt tại Giải bóng đá Quốc gia Nga cho F.K. Zenit-2 St. Petersburg vào ngày 12 tháng 3 năm 2016 trong trận đấu với F.K. Volgar Astrakhan.
Anh ra mắt tại Giải bóng đá ngoại hạng Nga cho F.K. Zenit St. Petersburg vào ngày 21 tháng 5 năm 2016 trong trận đấu với F.K. Dynamo Moskva.

## Thống kê sự nghiệp

### Câu lạc bộ
Tính đến 13 tháng 5 năm 2018
| Câu lạc bộ             | Mùa giải            | Giải vô địch                | Giải vô địch | Giải vô địch | Cúp     | Cúp       | Châu lục | Châu lục  | Tổng cộng | Tổng cộng |
| Câu lạc bộ             | Mùa giải            | Hạng đấu                    | Số trận      | Bàn thắng    | Số trận | Bàn thắng | Số trận  | Bàn thắng | Số trận   | Bàn thắng |
| ---------------------- | ------------------- | --------------------------- | ------------ | ------------ | ------- | --------- | -------- | --------- | --------- | --------- |
| CSKA Moskva            | 2011–12             | Giải bóng đá ngoại hạng Nga | 0            | 0            | 0       | 0         | 0        | 0         | 0         | 0         |
| CSKA Moskva            | 2012–13             | Giải bóng đá ngoại hạng Nga | 0            | 0            | 0       | 0         | 0        | 0         | 0         | 0         |
| CSKA Moskva            | 2013–14             | Giải bóng đá ngoại hạng Nga | 0            | 0            | 1       | 0         | 0        | 0         | 1         | 0         |
| CSKA Moskva            | Tổng cộng           | Tổng cộng                   | 0            | 0            | 1       | 0         | 0        | 0         | 1         | 0         |
| União de Leiria        | 2014–15             | Campeonato de Portugal      | 19           | 3            | –       | –         | –        | –         | 19        | 3         |
| União de Leiria        | 2015–16             | Campeonato de Portugal      | 8            | 0            | –       | –         | –        | –         | 8         | 0         |
| União de Leiria        | Tổng cộng           | Tổng cộng                   | 27           | 3            | 0       | 0         | 0        | 0         | 27        | 3         |
| Zenit-2 St. Petersburg | 2015–16             | FNL                         | 11           | 0            | –       | –         | –        | –         | 11        | 0         |
| Zenit-2 St. Petersburg | 2016–17             | FNL                         | 34           | 1            | –       | –         | –        | –         | 34        | 1         |
| Zenit-2 St. Petersburg | Tổng cộng           | Tổng cộng                   | 45           | 1            | 0       | 0         | 0        | 0         | 45        | 1         |
| Zenit St. Petersburg   | 2015–16             | Giải bóng đá ngoại hạng Nga | 1            | 0            | 0       | 0         | 0        | 0         | 1         | 0         |
| Zenit St. Petersburg   | 2016–17             | Giải bóng đá ngoại hạng Nga | 0            | 0            | 0       | 0         | 0        | 0         | 0         | 0         |
| Zenit St. Petersburg   | Tổng cộng           | Tổng cộng                   | 1            | 0            | 0       | 0         | 0        | 0         | 1         | 0         |
| Ural Yekaterinburg     | 2017–18             | Giải bóng đá ngoại hạng Nga | 17           | 0            | 1       | 0         | –        | –         | 18        | 0         |
| Tổng cộng sự nghiệp    | Tổng cộng sự nghiệp | Tổng cộng sự nghiệp         | 90           | 4            | 2       | 0         | 0        | 0         | 92        | 4         |